# Hour of Penance
Az Hour of Penance egy olasz death metal együttes. Technikás, brutális és „sima” death metalt játszanak. Az együttesnek jelentős kötődése van a szintén olasz Fleshgod Apocalypse-hez, amely szimfonikus death metalt játszik. Lemezeiket a Prosthetic Records jelenteti meg, korábban a spanyol Xtreem Music kiadóhoz voltak leszerződve. 2018-ban az Agonia Records-szal kötöttek szerződést.

## Története
1999-ben alakultak meg Rómában. Fő zenei hatásukként a Cannibal Corpse-ot jelölték meg. 2000-ben egy demót jelentettek meg, majd 2003-ban kiadták első nagylemezüket. Második nagylemezüket 2005-ben dobták piacra. Ezeken kívül még öt stúdióalbumot és két demót tartalmaz a zenekar diszkográfiája. Jelenleg egy eredeti tag sem szerepel az együttesben. Francesco Paoli (volt) énekes 2007 óta a Fleshgod Apocalypse tagja is. 

## Tagjai
- Paolo Pieri – ének, gitár (2010–)
- Giulio Moschini – gitár (2004–)
- Marco Mastrobuono – basszusgitár (2013–)
- Davide "BrutalDave" Billia – dobok (2015–)

Korábbi tagok
- Mike Viti – ének, basszusgitár (1999–2004)
- Alex Manco – ének (2004–2006)
- Francesco Paoli – ének (2006–2010)
- Francesco de Honestis – gitár (1999–2004)
- Enrico Schettino – gitár (1999–2006, 2009)
- Stefano Morabito – gitár (2009–2010)
- Silvano Leone – basszusgitár (2005–2012)
- Mauro Mercurio – dobok (1999–2010)
- Simone "Arconda" Piras – dobok (2010–2012)
- James Payne – dobok (2012–2014)

## Diszkográfia
- Disturbance (2003)
- Pageantry for Martyrs (2005)
- The Vile Conception (2008)
- Paradogma (2010)
- Sedition (2012)
- Regicide (2014)
- Cast the First Stone (2017)
- Misotheism (2019)